# Szalik

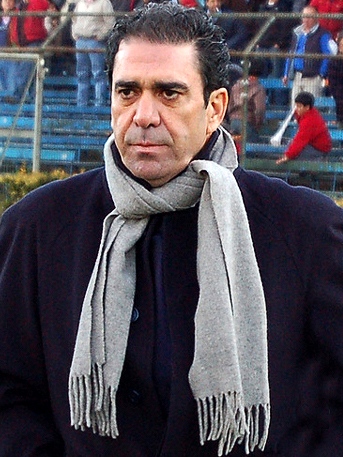
Typowy szalik.

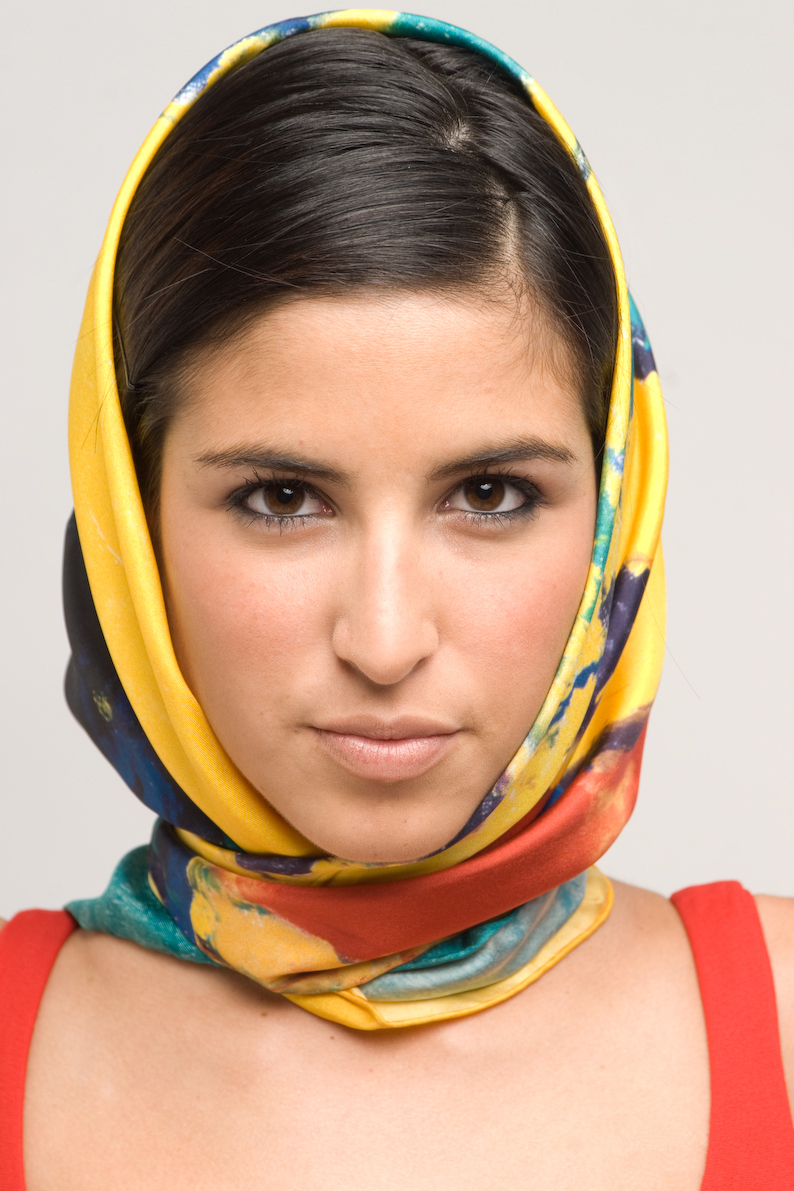
Jedwabny szal artysty Maryse Casol.

Szalik, również szal – część garderoby, pas wyrabiany z różnych materiałów (najczęściej z wełny), w różnych kolorach, owijany wokół szyi najczęściej w celu ocieplenia, estetyki, z powodów religijnych a także jest noszony przez kibiców sportowych. Najczęściej noszony zimą bądź jesienią.